# Roberto Moreno
Roberto Moreno, född 11 februari 1959 i Rio de Janeiro, är en i brasiliansk racerförare. Han bor i Florida i USA.  

## Racingkarriär
Moreno var som ung vän med formel 1-föraren Nelson Piquet och det medförde att Moreno fick prova på formel 1 i ett lopp i en Lotus-Ford i Nederländernas Grand Prix 1982.
Moreno återkom till F1 1987 men med dåligt resultat. 1988 körde han istället formel 3000 och vann då det europeiska mästerskapet i en Ralt-Honda. 1989 var Moreno tillbaka i F1 och 1990 fick han köra för Benetton där han ersatte Alessandro Nannini, som skadats svårt i en helikopterolycka. Han etablerade sig redan i sitt första lopp för Benetton då han kom tvåa efter stallkamraten Nelson Piquet i Japan. Under 1991 ifrågasattes Morenos duglighet samtidigt som stalledningen gärna ville anställa den dynamiske tysken Michael Schumacher. Detta gjorde att Moreno avskedades mindre än en vecka efter att han kommit fyra i Belgiens Grand Prix 1991. Han körde sedan ett par lopp för Jordan och Minardi innan hans karriär som toppförare snöpligt avslutades i Andrea Moda och Forti Corse. 
Moreno började därefter istället tävla i Champ Car, vilket han gjorde 1996-1998, 2000-2001 och 2003. 1999 gjorde han två starter i Indy Racing League.

## F1-karriär
| Säsong | Stall/Tillverkare                         | Poäng | Placering |
| ------ | ----------------------------------------- | ----- | --------- |
| 1982   | Lotus-Ford                                | 0     | –         |
| 1987   | AGS-Ford                                  | 1     | 20        |
| 1989   | Coloni-Ford                               | 0     | –         |
| 1990   | EuroBrun-Judd Benetton-Ford               | 0 6   | 10        |
| 1991   | Benetton-Ford Jordan-Ford Minardi-Ferrari | 8 0   | 10        |
| 1992   | Andrea Moda-Judd                          | 0     | –         |
| 1995   | Forti-Ford                                | 0     | –         |

| 1. Japan 1990 | 1. Belgien 1991 |